# Егрос, Фульхенсио
Фульхенсио Йегрос-и-Франко де Торрес (исп. Fulgencio Yegros y Franco de Torres; февраль 1780[…], Куйкуйё, Парагуари — 1821[…], Асунсьон) — парагвайский военный и политический деятель, первый глава Парагвая после получения последним независимости в 1811 году.

## Биография
Родился в военной семье, его родителями были Хосе Антонио Егрос и Мария Анхела Франко-де-Торрес. После получения образования поступил в Асунсьоне на военную службу.
Принимал участие в 1802 году в кампании против португальских войск в провинции Коимбра, и в 1807 году в отражении атаки англичан на Буэнос-Айрес, после чего в 1810 году был произведён в капитаны и назначен губернатором провинции Мисьонес.
В 1811 году войска под командованием Егроса отразили атаку Соединённых провинций Рио-де-ла-Платы, стремившихся присоединить Парагвай. После этого в мае 1811 года Егрос и Педро Хуан Кабальеро провозгласили независимость страны и 14 мая вошли в состав Верховной Хунты из 5 членов, а 27 июня 1811 года Йегрос стал её председателем, основав на этом посту первую военную академию в стране.
12 октября 1813 года вступила в силу конституция, по которой учреждались посты двух консулов, по четыре месяца руководивших государством. Вместе с Егросом был избран Хосе Гаспар Родригес де Франсия. Егрос занимал пост консула с 12 февраля по 12 июня 1814 года, и Франсия оказывал значительное влияние на политику в этот период. После вторичного занятия поста консула Франсия осуществил переворот и захватил единоличную власть. Егрос, будучи скорее военным, чем политиком, удалился в своё поместье.
В 1820 году он участвовал в неудачном заговоре, имевшем целью смещение Франсии, и был после этого заключён в тюрьму, где и умер.